# 写経所
写経所（しゃきょうじょ）は、奈良時代に、経律論疏など仏典全般の書写（写経）を目的に設置された臨時の機構。光明皇后の皇后宮職の写経所（五月一日経）、その系譜を引く造東大寺司管下の東大寺写経所、内裏に置かれた奉写一切経司など、官営の写経所のほか、私的なものとしては北大家（藤原房前家）写経所など、貴族の邸宅や寺院に個別に附設される場合もあった。

## 概要
仏教が日本国内に流布するにつれて写経事業も盛んになり、奈良時代に入ると公私の写経施設が成立するに至った。
写経所職員は、「継」（料紙を貼り継ぐ）・「打」（叩いて料紙表面を平滑にする）・「界」（界線を引く）や装幀を行う装潢（そうこう）、経典を模写する経師、校正を行う校生などの写経生、紙を磨く瑩師、外題を書く題師、見返しに絵を描く画師、事務を統括する別当や案主、雑役にあたる舎人や仕丁などから構成された。令によると、図書寮が、経籍（きょうじゃく）（＝儒教の古典）・図書（ずしょ）（＝「河図・洛書」の略で陰陽五行関連の書物）、国史の修撰（＝編纂）、内典（＝外典（儒教経典）に対する仏教経典）・仏像・宮内の礼仏、校写（＝筆写・校正）・装潢、紙筆墨の供給などを掌り、写書手（書写・校生者）20人、装潢手4人、造紙手4人、造筆手10人、造墨手（ぞうもくしゅ）4人を従え、外典と仏典を書写した。
仏典を主に写す官営写経所の独立年代は不明だが、最古の写経所関係文書は神亀4年（727年）の「写経料紙帳」であり、翌5年（728年）の長屋王願経『大般若経』の跋文に書生・校正・装潢の姓名・所属官司（図書寮・散位寮・式部省・陰陽寮）が記されており、この経は写経所で写されている。
写経所が栄えた天平元年（729年） - 同20年（748年）の初期には光明皇后の皇后宮職が写経所を経営し、写経所は同15年（743年）以後、特定の写経（疏）を行うための分業所として写経一切経所（聖武天皇願経書写）・写疏所（註疏書写）・写後経所（別の一切経書写）・写金字経所（紫紙金泥『最勝王経』書写）などを分出した。
天平20年（748年） - 天平宝字5年（761年）に写経所は造東大寺司に所属し、天平宝字2年から官人のほかに里人（民間人）の有力者も経師・校生に採用されている。
天平宝字7年（763年）から宝亀7年（776年）は道鏡政権から光仁朝末までで、奉写御執経所と奉写一切経司が中心となり、写経所は造東大寺司に所属せずに、内裏に置かれ、写経所勤務者の月間延べ人数の最高は天平勝宝2年（750年）4月の3391人（経師・校生・装潢・舎人その他）であり、宝亀3年（772年）の2月から年末にかけてのうちの1日の最高勤務者数は11月18日、12月14日・15日の75人で、11月18日の内訳は、経師44人、校生9人、装潢5人、案主1人、自進2人、仕丁7人・優婆夷3人・舎人4人である。
経師・校生・装潢らは所内で起臥し、浄衣を着て礼仏し、作業をして布施（手当）を受け（例：経師は紙一張につき5文、40張につき布一端）、官人として昇進し、出家するものもいた。官営写経所では、諸官司の下級役人の出向や民間からの登用により能筆者が集められている。
上記にあげた官営写経所のほかには、皇族（山部親王、のちの桓武天皇）や藤原仲麻呂のような貴族、薬師寺をはじめとする諸大寺も写経所を設けたことが知られている。だが、国家仏教が中心であった奈良時代を過ぎると、官営写経所は衰えた。